# Hans Morschitzky
Hans Morschitzky (* 1952 in Hausbrunn, Niederösterreich) ist ein österreichischer klinischer Psychologe und Psychotherapeut.

## Leben
Morschitzky absolvierte eine Ausbildung in Verhaltenstherapie und Systemischer Familientherapie. Er arbeitete von 1983 bis 2014 in der Nervenklinik in Linz und zwar auf folgenden Abteilungen: Jugendpsychiatrie, Erwachsenenpsychiatrie und Psychosomatik mit Menschen mit allen möglichen Störungen, vor allem mit Angststörungen und Schmerzstörungen im stationären und ambulanten Bereich. Er hat bisher 16 Fachbücher und Ratgeber, insbesondere über verschiedene Angststörungen, verfasst. Er lebt seit 1980 in Linz und arbeitet seit 1987 in freier Praxis in Linz.

## Schriften (Auswahl)
- Angststörungen. Diagnostik, Erklärungsmodelle, Therapie und Selbsthilfe bei krankhafter Angst. Springer, Wien u. a. 1998, ISBN 3-211-83072-3.
- Somatoforme Störungen. Diagnostik, Konzepte und Therapie bei Körpersymptomen ohne Organbefund. Springer, Wien u. a. 2000, ISBN 3-211-83508-3.
- Psychotherapie-Ratgeber. Ein Wegweiser zur seelischen Gesundheit. Springer, Wien u. a. 2007, ISBN 978-3-211-33616-8.
- Endlich leben ohne Panik! Die besten Hilfen bei Panikattacken. Fischer & Gann, Munderfing 2015, ISBN 978-3-903072-05-3.